# 舊米亞卡 (佛羅里達州)
舊米亞卡（英語：Old Miakka）是位於美國佛羅里達州薩拉索塔縣的一個非建制地區。該地的面積和人口皆未知。

## 地理
舊米亞卡的座標為27°18′47″N 82°16′00″W / 27.31306°N 82.26667°W，而該地的平均海拔高度為15米（即49英尺）。